# Władysław Grabski

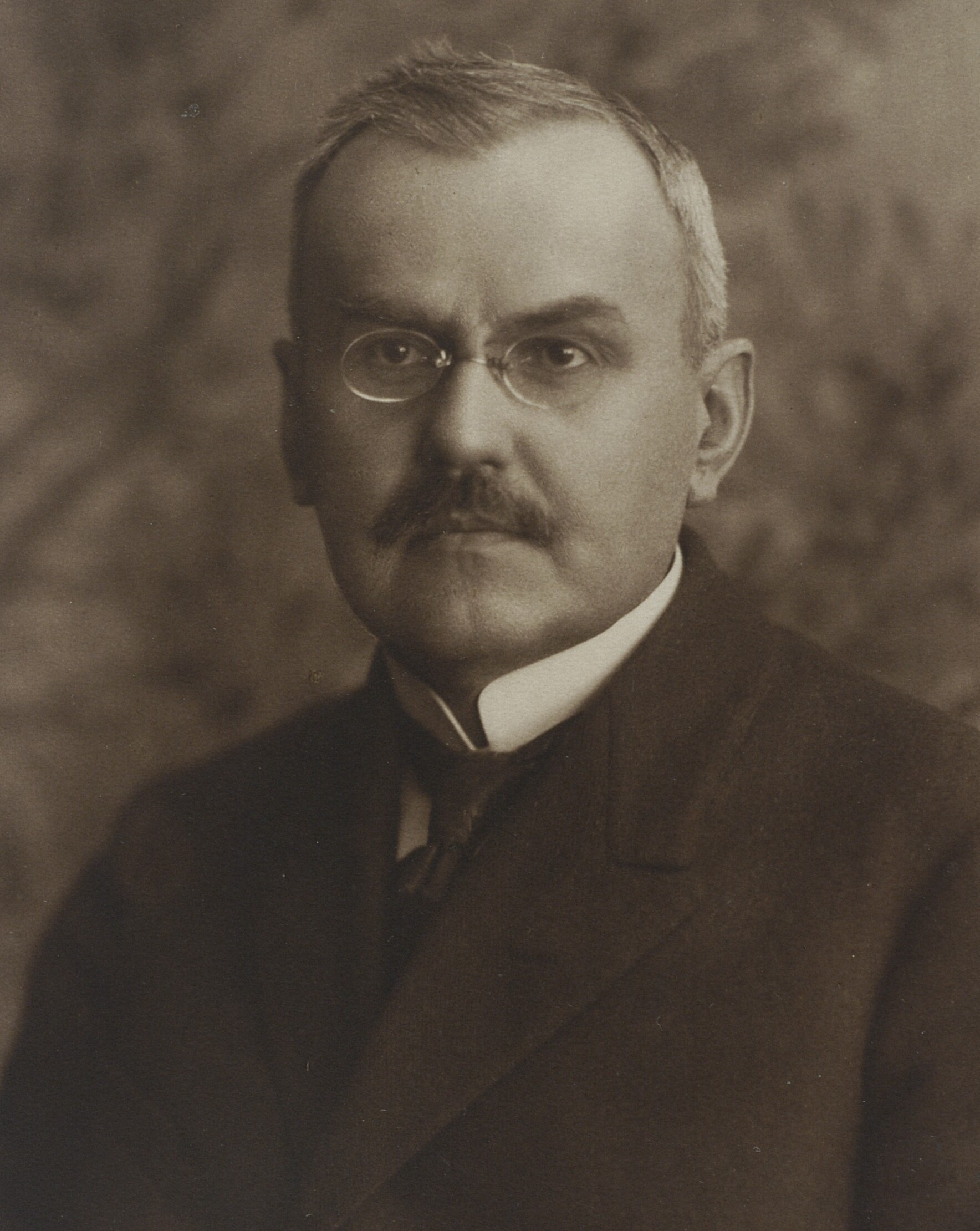
Władysław Grabski

Władysław Dominik Grabski (* 7. Juli 1874 in Borów an der Bzura; † 1. März 1938 in Warschau) war ein polnischer ND-Politiker, Finanzminister, zweimaliger Ministerpräsident, Ökonom und Historiker. Er war für die Finanz-, Banken- und Währungsreform in den 1920er Jahren in Polen verantwortlich. 

## Leben
Er besuchte bis 1892 ein Philologisches Gymnasium in Warschau und studierte in Paris an der École des Sciences Politiques und der Sorbonne (1892–1895) Politikwissenschaften und Geschichte. Anschließend studierte er 1896–1897 Agrarwissenschaften in Halle. 
Nach dem Tod seines Vaters kehrte er in das Familiengut zurück, um seine Leitung zu übernehmen, engagierte sich zusätzlich wissenschaftlich und wirtschaftssozial. Seine politische Ausrichtung entwickelten sich von sozialistischen über sozialliberale zu nationaldemokratischen Positionen. Er war dreifach Duma-Abgeordneter (1905–1912) der Narodowa Demokracja. Später wirkte er auch als Vizevorstand der Centralne Towarzystwo Rolnicze (Zentrale Bauerngesellschaft) und während des Ersten Weltkrieges in den Jahren 1914–1918 als Präses des Centralny Komitet Obywatelski Królestwa Polskiego w Rosji (Zentrales Bürgerkomitee des Polnischen Königreiches in Russland) vertrat er die polnischen Interessen in Russland (Es gab Polen zu dieser Zeit nicht, siehe Teilungen Polens).
Im April 1918 wurde er von Deutschen in der Festung Modlin inhaftiert und kurz vor dem Ende des Ersten Weltkriegs im Oktober 1918 freigelassen. Noch im Oktober 1918 wurde er für 13 Tage Agrarminister in der Interimsregierung von Józef Świeżyński, 1919 war er Abgeordneter der Związek Ludowo-Narodowy (Volksnationale Vereinigung) in der Verfassunggebenden Nationalversammlung. Zwischen Dezember 1919 und Juni 1920 war er Finanzminister in der Regierung von Leopold Skulski und anschließend bis November 1920 in der eigenen. Er war zweimal polnischer Ministerpräsident: 23. Juni 1920–24. Juli 1920 und 19. Dezember 1923–13. November 1925 (in der Zeit auch Finanzminister). 1920 nahm er an der Konferenz von Spa teil. 
Er war Hauptinitiator des Wirtschaftsstabilisierungsplanes, der die Finanz-, Bankwesen- und Währungsreform umfasste, was die Hyperinflation und den freien Fall der polnischen Wirtschaft beendete. Er war auch der Initiator der Agrarreform in Polen und trug zur Gründung der Bank Polski (Polnische Bank) und Bank Gospodarstwa Krajowego (Bank für Landeswirtschaft) bei. Grabskis Wirtschaftspolitik führte zur Auswanderung zahlreicher jüdischer Polen aus dem Mittelstand, weshalb die 4. Alija ins britische Mandatsgebiet Palästina auch als Grabski-Alija bezeichnet wird.
1925 legte er sein Amt nieder und wandte sich der Wissenschaft an der Szkoła Główna Gospodarstwa Wiejskiego (SGGW) zu, und wurde 1926–1928 Rektor dieser Hochschule. 1936 gründete er Instytut Socjologii Wsi (Soziologieinstitut der Landbevölkerung) und wurde Präses der Towarzystwo Ekonomistów i Statystyków Polskich (Gesellschaft der Polnischen Wirtschaftswissenschaftler und Statistiker).
Die Filmproduzentin und Politikerin Małgorzata Kidawa-Błońska ist seine Urenkelin.

## Ehrungen
2004 wurde aus der Initiative des Senats der Szkoła Główna Gospodarstwa Wiejskiego zum Grabski-Jahr in Polen erklärt.

## Publikationen (Auswahl)
- Bilans Królestwa Polskiego w finansach Rosji (1909)
- Cele i zadania polityki agrarnej w Polsce
- Dwa lata pracy u podstaw państwowości naszej (1927)
- Historia Towarzystwa Rolniczego 1858–1861
- O własnych siłach
- Historia wsi w Polsce
- Wieś i folwark
- Wieś jako siła społeczna